# Карпелан, Симон Вильгельм
Барон Симон Вильгельм Карпелан (швед. Simon Wilhelm Carpelan, фин. Simon Wilhelm Carpelan; 12 августа 1731, Райсио, Або и Бьёрнеборг — 4 января 1814, Ийсалми) — шведский, затем русско-финляндский государственный деятель, саволакс-карельский губернатор (1809—1810).

## Биография
Родился в 1731 году поблизости от Ресо, Шведская Финляндия. Получил образование в Королевской академии в Або (Турку), после чего в 1751 году поступил на военную службу в Остроботтенский пехотный полк. В составе полка принимал участие в Померанской войне 1757—1762 годов. В 1761 году перешёл в Вестерботтенский пехотный полк, в котором служил вплоть до 1786 года. В 1779 году стал кавалером ордена Меча.
При этом в 1780-е годы Карпелан уже только числился в полку, фактически же в 1782—83 годах был Вестерботтенским, а в 1785—88 — Саволакс-Карельским вице-губернатором. В 1788 году он был повышен до Саволакс-Карельского губернатора. В ходе Русско-шведской войны 1788-90 годов служил бригадным командиром, но был заподозрен в связях со Спрегпортеном и в 1791 году уволен со всех должностей.
Впрочем, уже в 1795 году он был произведён в генерал-майоры, и через пару лет после этого был назначен комендантом крепости Свеаборг.
Во время Русско-шведской войны 1808—1809 годов Карпелан одним из первых перешел на сторону России, был награждён орденом Святой Анны 1 степени (1 января 1809 года) и повторно назначен Саволакс-Карельским губернатором, теперь уже российским. Однако, уже в 1810 году он оставил эту должность, вероятно, по возрасту (ему было почти 80 лет).
С 1764 году Карпелан был женат на Хенрике Иоганне де Карналл, дочери шведского генерал-майора барона Карла Константина де Карналла (1711—1773) и сестре Карла Константина де Карналла-младшего (1757—1832), также перешедшего на сторону России и получившего должность Вазаского губернатора. Детей в этом браке не было.
Скончался Карпелан в 1814 году.